# Кружево коммуны Конь
Кружево коммуны Конь (фр. dentelles de Cogne) — это кружево, сделанное вручную с использованием коклюшек в коммуне Конь, Италия.

## Название
Термин dentelle, который в целом обозначает кружево на французском языке, происходит от слова dent (= зуб), также женского рода, относящегося к форме кружевных краев. Мужчины и женщины, которые их ткут, называются дантелье́ (фр. dentellier) и дантелье́р (фр. dentellière) соответственно. В коммуне Конь, кружевом занимаются только женщины.

## История
Традиция началась в 1665 году, когда несколько бенедиктинских монахинь, бежавших из аббатства Клюни, нашли убежище в аостской долине. Монахини, проживающие в некоторых населенных пунктах региона, обучали местных женщин искусству кружевоплетения на коклюшках   .

## Технология
Коньское кружево выполнено вручную на основе, называемой кавало́ (франкопров. cavalot), из резного дерева, украшенного розеткой, с монограммой Христа, годом изготовления и именем первого владельца.
Подушка представляет собой  широкий цилиндр, набитый соломой, или шерстью.
Веретена деревянные, с круглой ручкой.
Коньское кружево характеризуется тем, что оно выполняется без какого-либо основного рисунка, полностью мнемоническим способом, создавая полосы шириной всего несколько сантиметров, максимум до 7-8 см.
Используемая пряжа, ранее конопляная, теперь в основном представляет собой сырое или отбеленное льняное полотно.

## Современность
Традиция коньского кружева увековечена благодаря работе кооператива «Les Dentellières de Cogne».
Mèison di pitz ( Кружевной дом ) является постоянным музеем.